# Trulioo
Trulioo je kanadská společnost, která poskytuje elektronické ověřování identity a adres pro jednotlivce i firmy. Zákazníci Trulioo využívají službu k ověření identity svých vlastních zákazníků v rámci procesu „Poznej svého zákazníka“. Firma začala jako služba pro Facebook v roce 2012 a od roku 2014 zahrnuje ověření pro Google a LinkedIn.